# يوسف أباد (بشتكوه)
یوسف أباد (بالفارسية: یوسف‌آباد) هي قرية تقع في إيران في قسم بشتکوه الريفي. يقدر عدد سكانها بـ 83 نسمة .